# Alvarantennmal
Alvarantennmal (Nemophora dumerilella) är en fjärilsart som först beskrevs av Philogène Auguste Joseph Duponchel 1839.  Alvarantennmal ingår i släktet Nemophora, och familjen antennmalar. Enligt den svenska rödlistan är arten nära hotad i Sverige. Arten förekommer på Gotland samt tillfälligtvis även på Öland. Artens livsmiljö är jordbrukslandskap.